# Demosistō
Demosistō (/ˌdɛməˈsɪstoʊ/; Chino: ) fue una organización prodemocrática que abogaba por la autodeterminación de Hong Kong, creada inicialmente el 10 de abril de 2016 como partido político. Estaba dirigido por los antiguos líderes del escolarismo, Joshua Wong y Agnes Chow, junto con el exsecretario general de la Federación de Estudiantes de Hong Kong (HKFS), Nathan Law, y el secretario general adjunto Chris Kwok Hei Yiu. El escolarismo y la Federación de Estudiantes de Hong Kong (HKFS) fueron los dos grupos de activistas estudiantiles que desempeñaron un papel decisivo en las protestas de ocupación de 79 días conocidas como la Revolución Paraguas en 2014. El secretario general Joshua Wong era el líder de la organización.
Demosistō abogaba por un referéndum para determinar la soberanía de Hong Kong con el objetivo de obtener la autonomía después de 2047, cuando se supone que el principio "un país, dos sistemas", tal como se prometió en la Declaración Conjunta Chino-Británica y en la Ley Fundamental de Hong Kong, expirará. Ganó un escaño en las elecciones del Consejo Legislativo de 2016 y su presidente, Nathan Law, de 23 años de edad, se convirtió en el candidato más joven en ser elegido. En 2017, Law fue descalificado del Consejo Legislativo por la controversia de la toma de juramento y fue encarcelado junto con Joshua Wong por el asalto a la Plaza Cívica durante la Revolución Paraguas.
El partido se disolvió el 30 de junio de 2020, cuando entró en vigor la nueva ley de Seguridad Nacional que el gobierno de Pekín impuso en Hong Kong.

## Creencias
Las misiones del grupo Demosistō eran: 
- Autodeterminación: Demosistō tenía como objetivo lograr la "autodeterminación democrática" en Hong Kong, y aspiraba a la autonomía política y económica de Hong Kong de lo que ellos llaman "la opresión del Partido Comunista de China (PCCh) y la hegemonía capitalista";
- Acciones no violentas: Demosistō proponía una lucha democrática a través de acciones no violentas, manifestaciones, referendos y discusiones sociales;
- Desarrollo de la sociedad civil: Demosistō intentaba animar a la gente de Hong Kong a discutir sus opiniones políticas y que los jóvenes desarrollaran partidos y movimientos civiles;
- Igualdad y justicia, confianza de las personas, multiplicidad: Demosistō creía que la gente de Hong Kong era capaz de construirla como una ciudad de la multiplicidad con los valores de la justicia y la igualdad.[5]
- "Batalla" por una legislación democrática que inspire a los movimientos civiles: Ivan Lam, que sucedió a Nathan Law en mayo de 2018 como presidente, dijo que el grupo se prepararía para la "batalla" por la legislación democrática en Hong Kong, lo que significaba, por ejemplo, el artículo 23 de la Ley Fundamental (un proyecto de ley de controversia en el artículo 23 causó protestas masivas en 2003) o el proyecto de ley de himno sobre el himno de la República Popular China. Al mismo tiempo, en mayo de 2018, Demosistō cambió su estatus de partido a grupo, cuando se prohibió la elección de sus candidatos en el Consejo Legislativo de Hong Kong.[6]

## Trasfondo
El nombre deriva del griego "demos" ("δῆμος", que significa "pueblo", de donde deriva la palabra inglesa "democracy") y del latín "sisto" (que significa "estar de pie", de donde se derivan palabras inglesas como "insistir", "persistir" y "resistir"). Literalmente traducido como "people to stand" en inglés, significa "stand for democracy", o "stand for the people". El nombre chino significa "la voluntad del pueblo".
La idea de formar Demosistō fue inspirada por el Nuevo Partido del Poder de Taiwán, formado por los líderes del Movimiento del Girasol, y le fue bien en las elecciones legislativas taiwanesas de 2016. En febrero de 2016, figuras clave del grupo estudiantil activista Scholarism - Joshua Wong, Oscar Lai y Agnes Chow - que desempeñaron un papel decisivo en las protestas de Hong Kong de 2014, anunciaron su plan de formar un nuevo partido político junto con otros líderes del Movimiento Paraguas, entre ellos Nathan Law, exsecretario general de la Federación de Estudiantes de Hong Kong (Hong Kong Federation of Students, HKFS), que se postulará en las elecciones del Consejo Legislativo de septiembre. El escolarismo dejó de funcionar oficialmente el 20 de marzo de 2016, ya que el grupo rechazó cualquier afiliación partidista.

## Elecciones

### Elecciones al Consejo legislativo
| Elección | Número ofpopular votos | % ofpopular Votos | GCseats | FCseats | Asientos totales | +/− | Posición |
| -------- | ---------------------- | ----------------- | ------- | ------- | ---------------- | --- | -------- |
| 2016     | 50,818                 | 2.34              | 1       | 0       | 1/70             | 1   | 10.º     |